# Пост Эстер
Пост Эстер (ивр. תַּעֲנִית אֶסְתֵּר,‎ Таанит-Эстер) — в иудаизме день траура и поста, длящийся от рассвета до наступления сумерек 13-го адара, в канун праздника Пурим. Если тринадцатое адара выпадает на Субботу, пост переносится на предшествующий Субботе четверг (11 адара).
Так как пост Эстер не входит в число четырёх упомянутых в Писании общественных постов, законы его соблюдения мягче: не поститься разрешено беременным, кормящим матерям и больным, а также выполняющим тяжёлую работу.

## История
Пост был установлен в память о событиях Пурима, когда по инициативе Эстер евреи Персии постились и молились о спасении от истребления их Аманом.
Распространено заблуждение, что пост был принят евреями во времена Эстер за все следующие поколения: «как сами они установили для себя и для потомков своих в отношении поста и молитвы» (Книга Эсфири, 9:31). В действительности эти строки относятся к четырём постам, связанным с трауром по утраченному Храму, а пост Эсфири возник во времена гаонов и впервые упомянут в талмудическом трактате «Софрим».
В раввинистической традиции принято считать, что Эстер постилась 14, 15 и 16 нисана, то есть в канун и первые два дня праздника Песах. По одной из версий, сегодняшний пост Эстер установлен в память об этих событиях и перенесён на канун Пурима, так как поститься в Песах запрещено.
По другой версии, пост связан с обычаем поститься перед битвой — считалось, что это помогает получить небесное благословение. В данном случае, евреи могли поститься перед битвой со сторонниками Амана.
Фактически, пост Эстер — это ещё один, дополнительный, пост в память о разрушении Храма.